# 美國空軍部

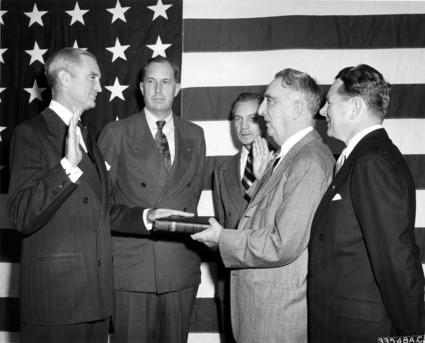
1947年9月18日，首任空軍部長宣誓就職。

美國空軍部（英語：Department of the Air Force，縮寫：DAF），是美國國防部下轄的三個軍事部門之一。它根據《1947年國家安全法案》，於1947年9月18日成立，下轄美國空軍及美國太空軍的所有人員。
空軍部的主官是美國空軍部長，屬文官職，受美國國防部長指揮和領導。